# José de Carvajal Salido
José de Carvajal Salido (Madrid, 3 de junio de 1945) es un antiguo diplomático español.

## Biografía
Licenciado en Derecho por la Universidad Complutense de Madrid. Tras su acceso a la carrera diplomática en 1971 estuvo destinado en servicios dentro del ministerio de Exteriores, donde llegó a ser subdirector general en 1981, durante el gobierno de Leopoldo Calvo Sotelo. Tras distintos destino en el exterior por Europa, África y Asia, desde 1986 a 1991, fue ministro-consejero en la representación permanente de España en la Alianza Atlántica. Después, hasta el 2000, ocupó distintos cargos en la administración, y llegó a ocupar la subsecretaría de Exteriores durante el primer mandato de José María Aznar (1996-2000). 
En el segundo mandato de Aznar fue nombrado embajador de España en Italia (2000-2004). Tras ocupar por breve tiempo la representación ante la FAO, el gobierno de José Luis Rodríguez Zapatero lo nombró embajador en Irlanda (2004). Con la llegada de Mariano Rajoy a la Presidencia del Gobierno, fue nombrado embajador ante la Organización del Tratado del Atlántico Norte en febrero de 2012 en sustitución de Carlos Miranda, y posteriormente fue embajador en Marruecos (2013-2015) país en donde había sido cónsul en Tánger durante tres años.